# Carollia subrufa
Carollia subrufa е вид бозайник от семейство Американски листоноси прилепи (Phyllostomidae).

## Разпространение
Видът е разпространен в Мексико и Централна Америка.